# 가무이코탄

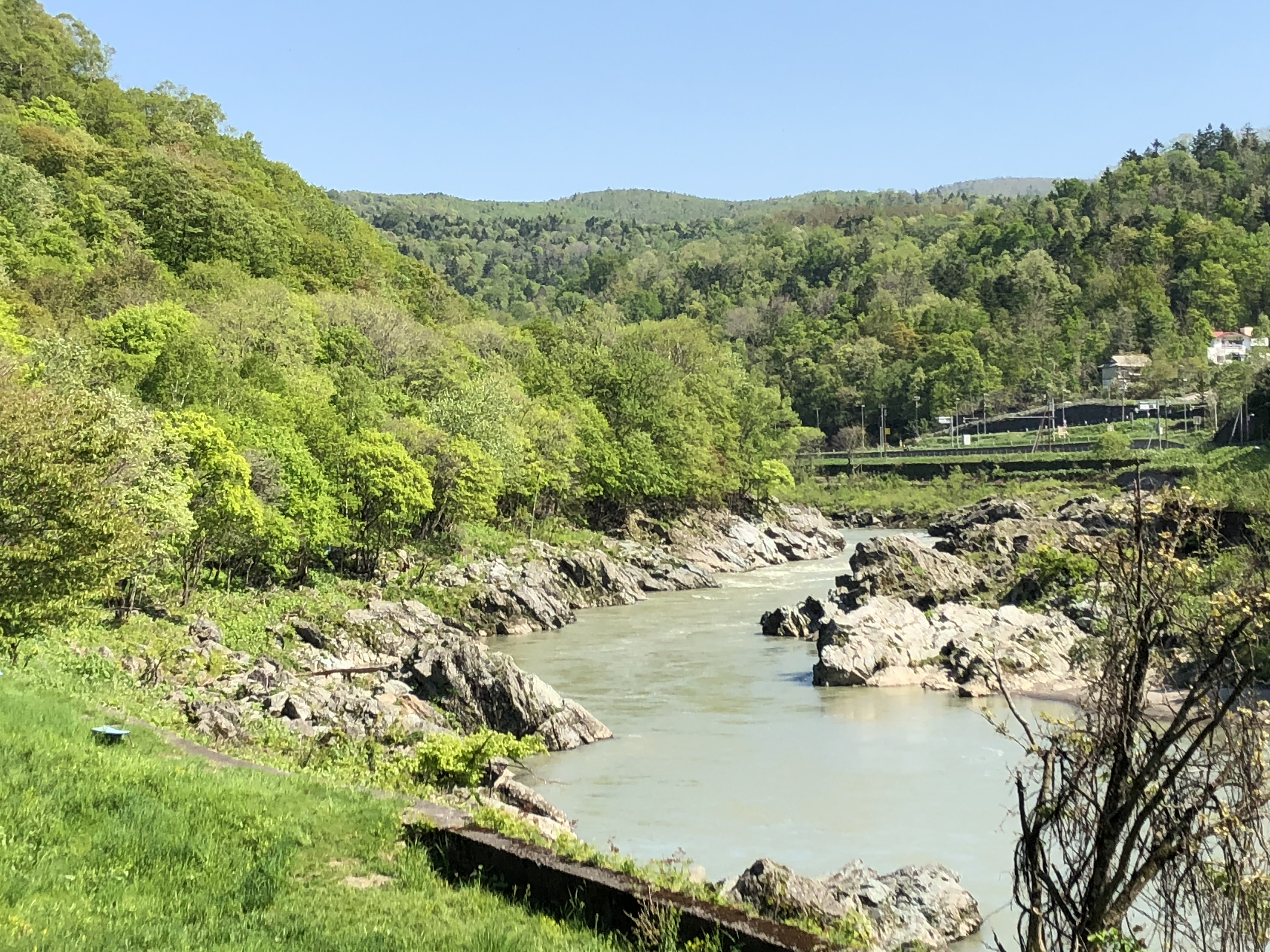
이시카리강이 지나는 가무이코탄

가무이코탄(神居古潭)은 일본 홋카이도 아사히카와시에 있는 지명이자 또한 같은 지역을 흐르는 이시카리강의 급류가 있는 경승 지역이다. 지명은 아이누어로 카무이가 사는 장소라는 뜻이다. 아사히카와 8경 중 하나로 선정되어 있다.